# Campeonato Alagoano 1960
In 1960 werd het 30ste Campeonato Alagoano gespeeld voor voetbalclubs uit de Braziliaanse staat Alagoas. De competitie werd georganiseerd door de Federação Alagoana de Futebol. CSA werd kampioen.

## Eindstand
| Plaats | Club            | Wed. | W | G | V | Saldo | Ptn. |
| ------ | --------------- | ---- | - | - | - | ----- | ---- |
| 1.     | CSA             | 9    | 7 | 1 | 1 | 22:10 | 15   |
| 2.     | CRB             | 10   | 7 | 0 | 3 | 20:14 | 14   |
| 3.     | Capelense       | 9    | 4 | 2 | 3 | 18:18 | 10   |
| 4.     | Ouricuri        | 9    | 4 | 1 | 4 | 12:16 | 9    |
| 5.     | Alto Camaragibe | 10   | 2 | 1 | 7 | 8:15  | 5    |
| 6.     | Ferroviário     | 9    | 1 | 1 | 7 | 8:15  | 3    |

|  | Kampioen |

## Kampioen
| Campeonato Alagoano de 1960 |
| Alagoas                     |
| --------------------------- |
| CSA Kampioen (15° titel)    |